# Kardynał infant Ferdynand w stroju myśliwskim
Kardynał infant Ferdynand w stroju myśliwskim (hiszp. El cardenal infante don Fernando de Austria cazador) – obraz olejny hiszpańskiego malarza Diega Velázqueza (1599–1660) przedstawiający infanta Ferdynanda (1609–1641), brata króla Hiszpanii Filipa IV. 

## Okoliczności powstania
W latach 30. XVII w. trwały prace nad myśliwskim pawilonem Torre de la Parada, zlecone przez Filipa IV. Ten niewielki pałacyk znajdował się na królewskich ziemiach łowieckich w okolicy Madrytu i miał służyć jako miejsce odpoczynku w czasie polowań. Za dekorację pawilonu odpowiedzialny był Rubens, ale Velázquezowi również zlecono wykonanie kilku płócien. Oprócz portretu infanta Velázquez namalował jeszcze dwa dzieła o tematyce łowieckiej: Filip IV w stroju myśliwskim i Książę Baltazar Karol w stroju myśliwskim. Te trzy obrazy wykazują liczne podobieństwa: postaci przedstawione są w niemal naturalnych rozmiarach, na świeżym powietrzu, w stroju myśliwskim i trzymając w ręce strzelbę. Na każdym obrazie mężczyznom towarzyszy pies myśliwski.
Jako królewski brat infant Ferdynand zajmował wysokie stanowiska. W 1619 został mianowany kardynałem, a od 1634 aż do śmierci w 1641 zarządzał Flandrią. Obraz jest zwykle datowany na lata 1632–1634, okres bezpośrednio poprzedzający jego wyjazd do Flandrii, chociaż niektórzy uważają, że obraz powstał później na podstawie szkicu lub innego portretu.

## Opis obrazu
Motyw monarchy z psem został zapoczątkowany przez Tycjana (Portret Karola V z psem), kontynuowany przez Velázqueza (namalował w ten sposób króla, księcia i infanta), a następnie Goyę (Karol III w stroju myśliwskim).
Infant Ferdynand spogląda wprost na widza. Jest ubrany w strój myśliwski w odcieniach czerni i srebra, w którym wyróżniają się brązowe zamszowe rękawiczki. Trzyma strzelbę obiema rękami, a u jego stóp widać cynamonowego psa hiszpańskiej rasy podenco.
Tło o chłodnych kolorach, dominujących niebieskich i szarych barwach, sugeruje, że scena ma miejsce w okresie zimy.

## Proweniencja
Obraz należał do królewskiej kolekcji sztuki. Po pożarze, który zniszczył pawilon Torre de la Parada, wisiał w różnych salach Pałacu Królewskiego w Madrycie. Obecnie znajduje się w zbiorach Muzeum Prado.